# Râul Stemnic
Râul Stemnic este un curs de apă, afluent al râului Bârlad. 